# Raymond Hinnekens
Raymond Hinnekens (Dergneau, 1 september 1935 - 13 februari 2014) was een Belgisch politicus. Hij was lid van het Waals Parlement.

## Levensloop
Als licentiaat in de handelswetenschappen aan de Université de Mons-Hainaut werd Raymond Hinnekens beroepshalve bedrijfsleider in de transportsector.
Hij ontwikkelde op jonge leeftijd een passie voor de politiek en werd actief in de liberale gelederen. Hij was voorzitter van de liberale studentenvereniging van de Université de Mons-Hainaut en voorzitter van de liberale jongeren van de provincie Henegouwen, werd in 1979 voorzitter van de PRL-afdeling van de stad Bergen en was van 1990 tot 1995 voorzitter van de PRL-federatie van het arrondissement Bergen-Borinage, waarbij hij geconfronteerd werd met de spanningen tussen de orthodoxe en de meer gematigde liberalen binnen deze federatie. 
In mei 1995 werd Hinnekens als lijsttrekker voor zijn partij in het arrondissement Bergen verkozen in het Waals Parlement en het Parlement van de Franse Gemeenschap. Als parlementslid verdedigde hij voornamelijk de belangen van zijn streek. Bij de verkiezingen van juni 1999 wilde hij kandideren voor een vernieuwing van zijn mandaat, maar op verzoek van de partijleiding zag hij daarvan af en ruimde hij baan voor Richard Miller, de kabinetschef van toenmalig partijvoorzitter Louis Michel. Hinnekens verliet vervolgens de politiek.